# Francis J. Wiercinski

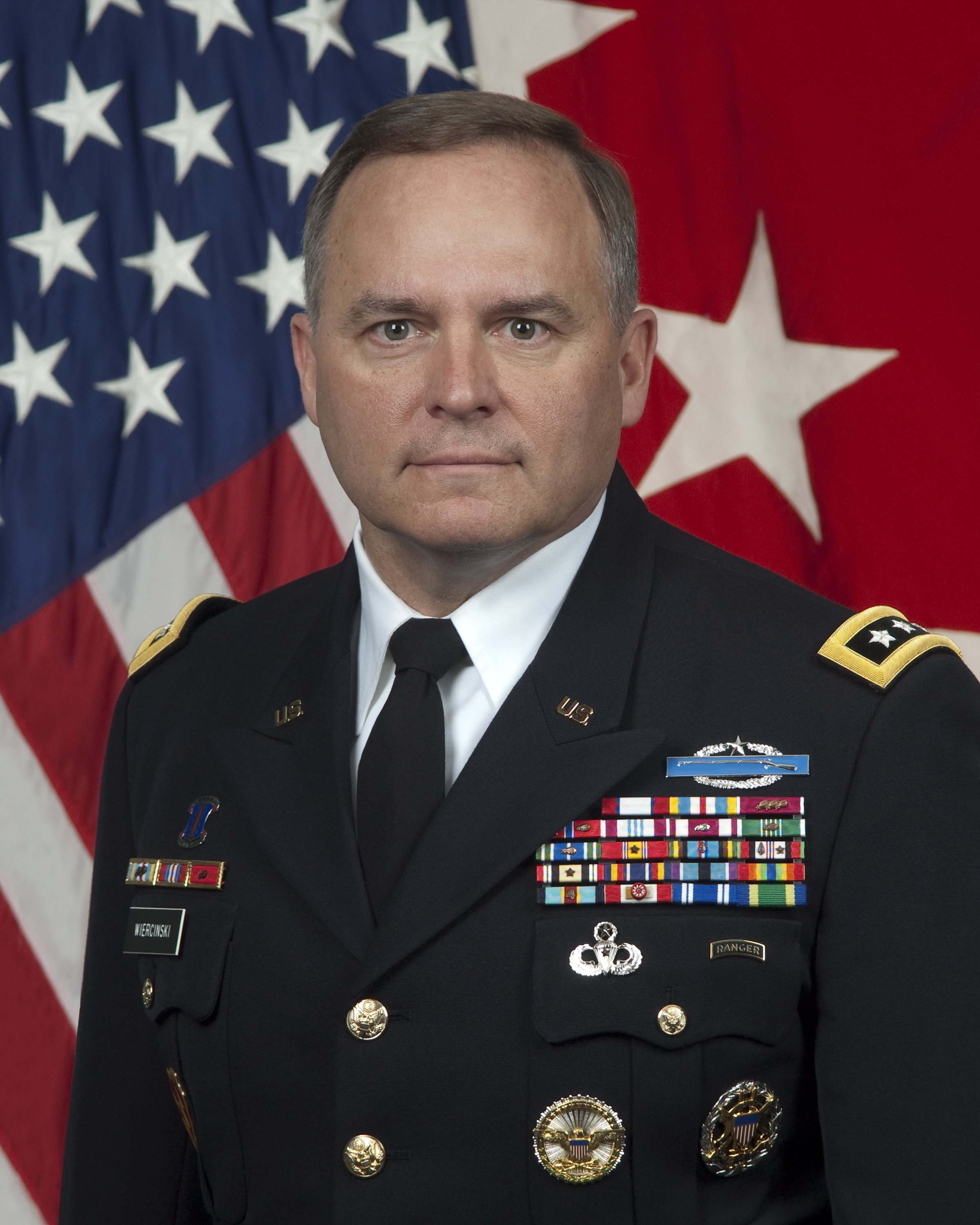
Francis Wiercinski (2011)

Francis John (Frank) Wiercinski  (* 19. November 1956 in Dickson City, Lackawanna County, Pennsylvania) ist ein pensionierter Generalleutnant der United States Army.
In den Jahren 1975 bis 1979 durchlief Wiercinski die United States Military Academy in West Point. Nach seiner Graduation wurde er als Leutnant der Infanterie zugeteilt. In der Armee durchlief er anschließend alle Offiziersränge bis zum Drei-Sterne-General.
Im Lauf seiner militärischen Karriere absolvierte er unter anderem das Command and General Staff College (1992) und das United States Army War College (1998).
In seinen jüngeren Jahren absolvierte er den für Offiziere in den niederen Rangstufen üblichen Dienst in verschiedenen Einheiten und Standorten. Im weiteren Verlauf seiner Laufbahn kommandierte er Einheiten auf fast allen militärischen Ebenen. Zwischenzeitlich wurde er auch als Stabsoffizier eingesetzt. Während der US-Invasion in Panama Ende 1989 kommandierte er eine Kompanie des 75. Rangerregiments. In den Jahren 1998 und 1999 war er stellvertretender Kommandeur dieses Regiments. 
In den Jahren 2001 und 2002 nahm er an der Operation Enduring Freedom und Operation Anaconda in Afghanistan teil. Dabei kommandierte er das 187. Infanterieregiment, das zur 101. Luftlandedivision gehörte. Wiercinski war 2006 und 2007 im Rahmen der Operation Iraqi Freedom mit der 25. Infanteriedivision im Irak eingesetzt. Dabei war er stellvertretender Kommandeur der Multinational Division-North, die damals der 25. Infanteriedivision unterstand bzw. von deren Kommandeuren befehligt wurde. Danach war er in den Jahren 2007 und 2008 stellvertretender Kommandeur der United States Army Pacific (USARPAC) in Fort Shafter in Hawaii. Anschließend kommandierte er bis 2010 die United States Army, Japan. Zwischenzeitlich war er auch mehrfach als Stabsoffizier unter anderem im Pentagon eingesetzt.
Am 1. Mai 2011 übernahm Francis Wiercinski als Nachfolger von Benjamin R. Mixon das Kommando über die United States Army Pacific. Er war der letzte Befehlshaber dieser Einheit im Rang eines Drei-Sterne-Generals. Nach einer Umorganisation wurde die Einheit aufgewertet und die Stelle des Kommandeurs fortan mit einem Vier-Sterne-General besetzt. Wiercinskis Nachfolger Vincent K. Brooks kam als erster in den Genuss dieser Aufwertung. Nach dem Kommandowechsel im Juli 2013 ging er in den Ruhestand.
Später gehörte er für einige Jahre dem Vorstand der Firma Cubic Corporation an, die auf den Sektoren Transport und Verteidigung aktiv ist. Seit 2020 ist er für die Firma Raytheon tätig.

## Orden und Auszeichnungen
Wiercinski erhielt im Lauf seiner militärischen Laufbahn unter anderem folgende Auszeichnungen:
- Army Distinguished Service Medal
- Legion of Merit
- Defense Superior Service Medal
- Bronze Star Medal
- Defense Meritorious Service Medal
- Meritorious Service Medal
- Army Commendation Medal
- Army Achievement Medal
- Joint Meritorious Unit Award
- Valorous Unit Award
- Meritorious Unit Commendation
- Superior Unit Award
- National Defense Service Medal
- Armed Forces Expeditionary Medal
- Afghanistan Campaign Medal
- Iraq Campaign Medal
- Global War on Terrorism Service Medal
- Humanitarian Service Medal
- Army Service Ribbon
- Overseas Service Ribbon
- Orden der Aufgehenden Sonne (Japan)
- Meritorious Service Medal (Kanada)
- Combat Infantryman Badge